# وستفالیا، میشیگان
وستفالیا (به انگلیسی: Westphalia) یک روستا در ایالات متحده آمریکا است که در شهرستان کلینتون، میشیگان واقع شده‌است. وستفالیا ۲٫۹۵ کیلومتر مربع مساحت و ۹۲۳ نفر جمعیت دارد و ۲۳۲ متر بالاتر از سطح دریا واقع شده‌است.